# Elbinselquartier

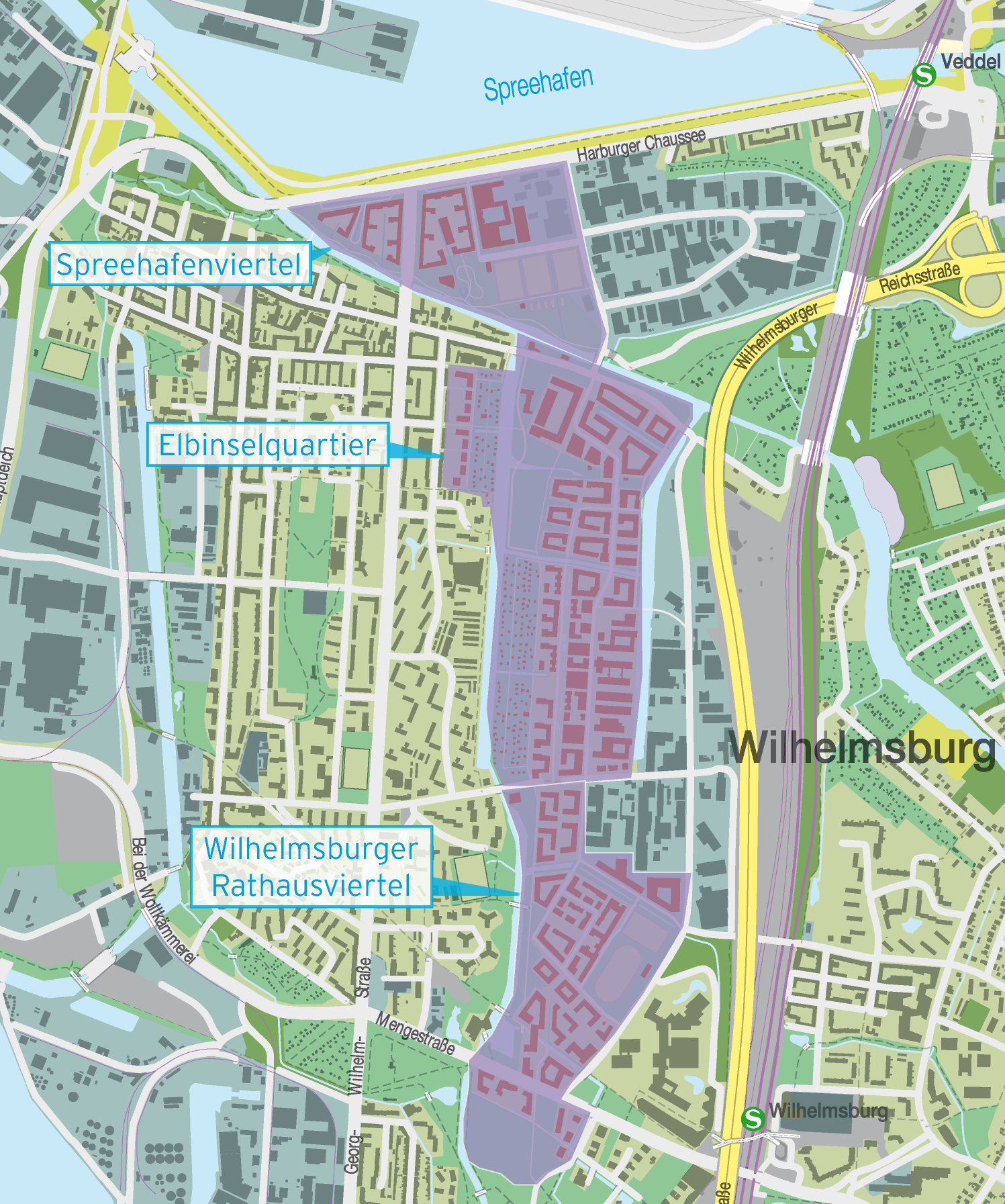
Lokale Einordnung des Elbinselquartiers in Wilhelmsburg

Das Elbinselquartier (bis 2016 Nord-Süd-Achse) ist der Name eines ca. 47 Hektar großen Stadtentwicklungsgebietes auf der Elbinsel Wilhelmsburg im Süden Hamburgs, das sich seit 2015 in Planung befindet.

## Lage
Das Elbinselquartier befindet sich zwischen Ernst-August-Kanal, Aßmannkanal, Jaffe-Davids-Kanal sowie der Rotenhäuser Straße und liegt damit im nördlichen Zentrum der Elbinsel Wilhelmsburg. Das Gebiet bildet eine städtebauliche Verbindung entlang einer Landschaftsachse zwischen dem Norden und Süden Wilhelmsburgs, was dem Gebiet bis 2016 seinen ersten Namen gab: Nord-Süd-Achse. Es liegt zwischen zwei weiteren Projektgebieten, die durch die IBA Hamburg GmbH entwickelt werden, dem Wilhelmsburger Rathausviertel im Süden und dem Spreehafenviertel im Norden.

## Städtebauliches Verfahren
Auf dem ca. 47 Hektar großen Gebiet soll nach Verlegung der Wilhelmsburger Reichsstraße ein neues Quartier zum Wohnen und Arbeiten mit mindestens 2.100 neuen Wohnungen und 29.000 m² BGF Gewerbe sowie Frei- und Grünräume entstehen. 
Zwischen April 2016 und Juli 2016 wurde durch die IBA Hamburg GmbH, der Behörde für Stadtentwicklung und Wohnen und dem Bezirksamt Hamburg Mitte ein städtebaulich-freiraumplanerischer Wettbewerb mit dem Namen „Auf gute Nachbarschaft – Wohnen und Arbeiten zwischen den Kanälen“ durchgeführt. Ein umfangreiches Beteiligungsverfahren für  Bürgerinnen und Bürger wurde durch das Projekt „Perspektiven! Miteinander planen für die Elbinsel“ der Stiftung Bürgerhaus Wilhelmsburg  und seinen Kooperationspartnern, dem Beirat für Stadtteilentwicklung Wilhelmsburg und dem vhw Bundesverband für Wohnen und Stadtentwicklung e.V. seit 2015 realisiert. 	

## Entwurf
Die Zürcher Architekten Hosoya Schaefer und die französischen Landschaftsarchitekten Agence Ter gewannen den Wettbewerb. Dieser sieht vielfältig gemischte Typologien und Architekturen vor und geht mit seinem gestalterischen Ansatz von der bestehenden Umgebung und der Landschaft aus. Der Quartiersmittelpunkt besteht aus Nahversorgungsangeboten, einem Schulzentrum sowie einem zentralen Park. Das Elbinselquartier soll sich durch zahlreiche neue Wegverbindungen mit allen Nachbarquartieren insbesondere mit dem angrenzenden Reiherstiegviertel vernetzen.